# Thập niên 1940
Thập niên 1940 hay thập kỷ 1940 chỉ đến những năm từ 1940 đến 1949, kể cả hai năm đó. Không chính thức, nó cũng có thể bao gồm vài năm vào cuối thập niên trước hay vào đầu